# 레오폴 1세
레오폴 1세(Leopold I, 1790년 12월 16일 - 1865년 12월 10일)은 벨기에의 초대 국왕(재위: 1831년 7월 21일 ~ 1865년 12월 10일)이다. 작센코부르크고타 가문 출신으로, 영국의 빅토리아 여왕의 외삼촌이다.

## 생애

### 어린 시절
프란츠 폰 작센코부르크잘펠트 공작과 그의 아내인 아우구스테 로이스 추 에베르스도르프 백작부인의 4번째 아들로 태어나 나폴레옹 전쟁 동안에 동맹군에 입대하여 나폴레옹 군대에 대항하였다. 1816년 웨일스 공녀 샬럿 오거스타와 결혼하지만, 이듬해에 그녀가 사망하고 만다. 레오폴은 계속 영국에 머물렀다가, 그리스 국왕으로 추대받았지만 거절하고 1831년 벨기에로 갔다.

### 벨기에의 왕이 되다
귀국 후에 벨기에의 초대 국왕이 되었다. 국왕에 오르자마자, 벨기에의 군대를 강화하기 시작하여 영국과 프랑스의 보조와 함께 벨기에를 독립 왕국으로 인정하는 것을 거부했던 네덜란드의 빌럼 1세의 공격에 대항하여 싸웠다.
1839년까지 레오폴든 국가의 교육 제도를 넓히는 자유-가톨릭 연립 내각을 지속하는 도움을 주었다. 1836년 큰 도시들과 시골 지역들에 더욱 큰 정치적 자치제를 승인하였다. 1839년 연립 내각이 빌럼 1세의 벨기에 왕국의 독립 인정을 통하여 네덜란드의 압력을 퇴거시키면서 끝났다.
레오폴은 프로이센(1844)과 프랑스(1846)과 함께 상업적 조약을 맺었고, 중립적 외교 정책을 지속하였다. 그의 왕좌는 1848년 혁명 동안에 심각히 기피되지 않았다.
1852년 프랑스에서 나폴레옹 3세 아래 적대 정권의 접근 후, 안트베르펜 지역의 방어 공사(1868년 완공)에 후원하였다.
가끔 "유럽의 네스토르"로 주목된 그는 유럽의 외교술에서 높게 영향력 있었고, 자신의 결혼을 프랑스, 영국, 오스트리아와 제휴를 강화하는데 썼다고 한다.
1865년 12월 10일 라에켄 왕궁에서 사망하였다.

## 왕비와 자녀
- 제1비 웨일스 공녀 샬럿 오거스타(영국 조지 4세의 외동딸로 난산으로 세상을 떠남)
- 제2비 오를레앙의 루이즈마리 (프랑스의 왕 루이 필리프의 장녀이다)

| 사진 | 이름                      | 생일            | 사망                    | 기타                                               |
| ---- | ------------------------- | --------------- | ----------------------- | -------------------------------------------------- |
|      | 루이 필리프               | 1833년 7월 24일 | 1834년 5월 16일 (9개월) | 요절                                               |
|      | 레오폴 2세                | 1835년 4월 9일  | 1909년 12월 17일 (74세) | 마리 헨리에테 폰 외스터라이히와 결혼, 슬하 1남 3녀 |
|      | 플랑드르 백작 필리프 왕자 | 1837년 3월 24일 | 1905년 11월 17일 (68세) | 호엔촐레른지크마링겐의 마리와 결혼, 슬하 2남 3녀   |
|      | 샤를로트 드 벨지크 왕녀   | 1840년 6월 7일  | 1927년 1월 19일 (86세)  | 멕시코의 막시밀리아노 1세 황제와 결혼, 자녀 없음   |

| 전임 신설 | 벨기에 국왕 1831년 7월 21일~1865년 12월 10일 | 후임 레오폴 2세 |